# Fabio Cannavaro
Fabio Cannavaro (pronunciación en italiano: /ˈfaːbjo kannaˈvaːro/; Nápoles, 13 de septiembre de 1973) es un exfutbolista y entrenador italiano, que jugaba de defensa.
Durante su carrera militó en clubes como Napoli, Parma, Internazionale o Juventus en Italia y en el Real Madrid en España al que llegó en 2006, tras capitanear a la selección italiana campeona de la Copa del Mundo y ser galardonado con el Balón de Oro, además del Jugador Mundial de la FIFA ese mismo año.

## Trayectoria

### Como jugador
Se inició como futbolista en el club de su ciudad natal, Napoli. Debutó en la Serie A el 7 de marzo de 1993 a la edad de 19 años en un encuentro ante la Juventus, que terminó perdiendo por 4 a 3. Tras permanecer en el Napoli durante tres temporadas fue fichado por el Parma en 1995, equipo con el cual obtuvo dos Copas de Italia, una Supercopa de Italia y una Copa de la UEFA. Tras estos éxitos el Parma bajó su rendimiento, y Cannavaro fichó por el Internazionale. Ante la falta de títulos, y a pesar de ser titular indiscutible, decidió fichar por la Juventus en 2004, donde obtuvo los títulos de Serie A en las temporadas 2004-05 y 2005-06, que finalmente serían revocados a la Juventus.

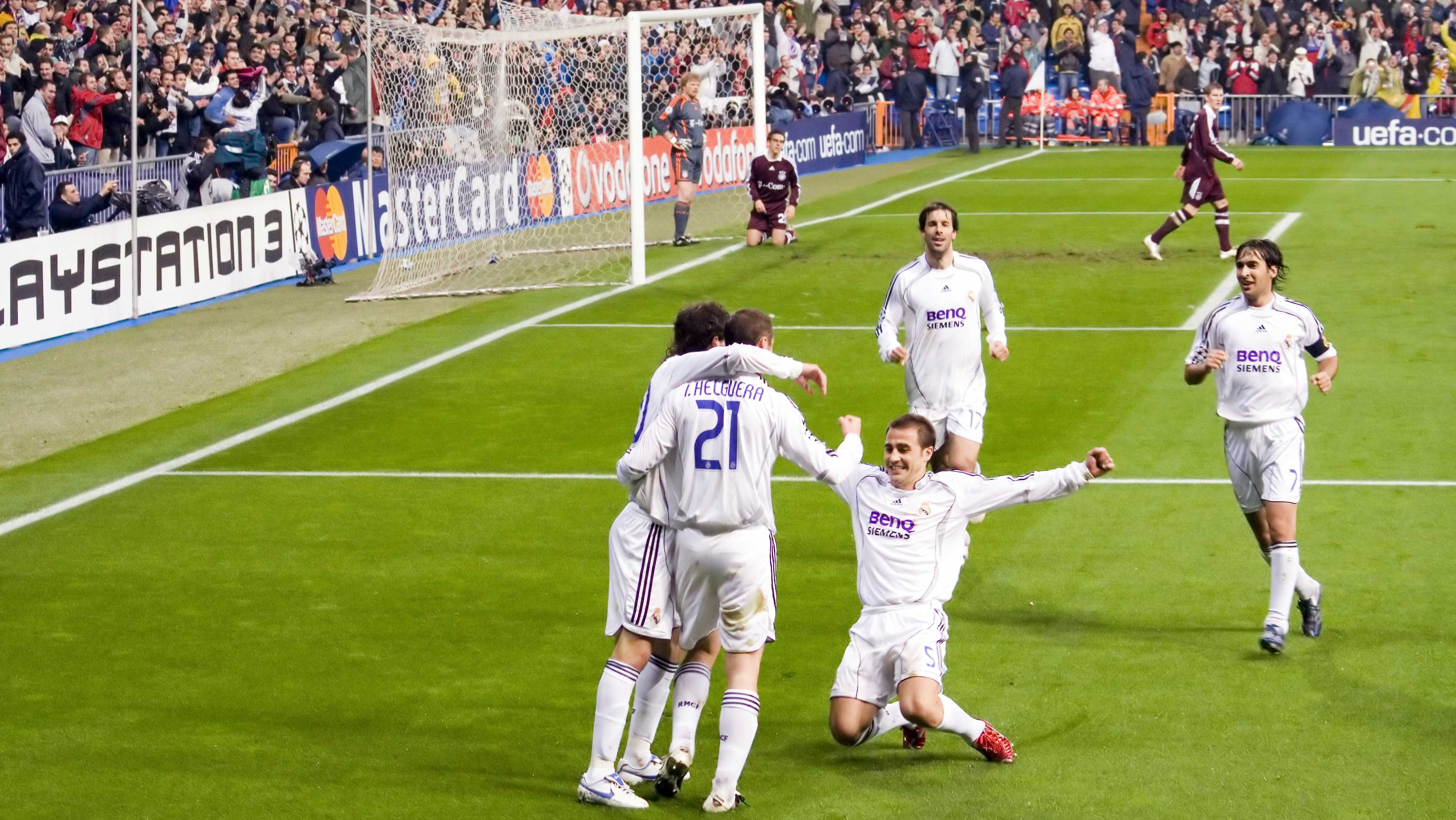
Cannavaro, de rodillas, celebrando un gol ante el Bayern Múnich en la Champions League 2006/07 con el Real Madrid

Debido al descenso de la Juventus a la Serie B, Cannavaro fue fichado por el Real Madrid el 19 de julio de 2006 junto con su compañero de equipo, el brasileño Émerson, por aproximadamente siete millones de euros para jugar las siguientes dos temporadas, con opción a una tercera. Vistiendo los colores del club blanco ganó en 2006 el Balón de Oro, otorgado por la revista francesa, France Football (por votación de prensa especializada), al mejor jugador de las ligas europeas, gracias a sus actuaciones en la Copa Mundial de 2006 y en la Juventus, imponiéndose al también italiano Gianluigi Buffon y al francés Thierry Henry, convirtiéndose en el quinto futbolista italiano en obtener dicho galardón. El 19 de mayo de 2009, la Juventus confirmó el retorno de Cannavaro al club bianconero una vez finalizado su contrato con el Real Madrid en junio de 2009. En junio de 2010 firmó un contrato con el Al-Ahli de los Emiratos Árabes Unidos. El 19 de junio de 2011 fue despedido del Al-Ahli por su falta de compromiso. En el 9 de julio de 2011 anunció su retiro a los 37 años, fecha en la que se cumplía un aniversario más del triunfo de la selección de Italia en la Copa Mundial de 2006, según él debido a problemas con la rodilla izquierda. En declaraciones a diferentes medios, señaló que ha jugado con los mejores de su época, incluyendo a jugadores como Buffon, Thuram, Pirlo, Totti, Del Piero, Baggio, Zola y Maldini. Además, mencionó la oportunidad de trabajar no como jugador, sino como directivo y/o asesor del Al-Ahli de los Emiratos Árabes Unidos.

### Como entrenador
Después de su retiro, fue nombrado embajador global de la marca y consultor técnico del Shabab Al-Ahli el 25 de agosto de 2011.En julio de 2013, después de que Cosmin Olăroiu asumiera el cargo de nuevo entrenador, Cannavaro fue nombrado como su asistente técnico.
El 5 de noviembre de 2014, Cannavaro fue nombrado entrenador del Guangzhou Evergrande, en sustitución de su ex entrenador Marcello Lippi.En junio de 2015, el club anunció repentinamente que sería reemplazado por Luiz Felipe Scolari después de un partido de la Superliga contra el Tianjin Teda.
El 24 de octubre de 2015, fue anunciado como nuevo entrenador del Al-Nassr en sustitución de Jorge da Silva.Luego de cuatro meses en el cargo, fue relevado de sus funciones en febrero de 2016.
El 9 de junio de 2016, Tianjin Quanjian anunció que Cannavaro se convertía en el nuevo entrenador del club en reemplazo de Vanderlei Luxemburgo.El 22 de octubre, obtuvo la Primera Liga China de 2016, sellando así su ascenso a la Superliga para el año siguiente.El 6 de noviembre de 2017, el equipo comunicó su renuncia luego del final de la temporada.
El 9 de noviembre de 2017, inició su segunda etapa en el Guangzhou Evergrande.Fue relevado de su puesto el 27 de octubre de 2019 y asistió a una formación sobre cultura corporativa, con el capitán Zheng Zhi como técnico interino.Regresó seis días después. El 1 de diciembre de 2019 ganó la Superliga de China luego de vencer al Shanghái Shenhua en la última jornada del campeonato.En septiembre de 2021, dejó su cargo en el club chino.
El 15 de marzo de 2019, Cannavaro fue nombrado entrenador de la selección de China y dirigió al Guangzhou al mismo tiempo.Sin embargo, un mes más tarde, presentó su renuncia para poder centrarse en sus funciones como técnico del club chino.
El 21 de septiembre de 2022, asumió como entrenador del Benevento de la Serie B.El 4 de febrero de 2023, después de que el club no pudiese salir de la zona de descenso, fue despedido de su cargo.
El 22 de abril de 2024, fue confirmado como técnico del Udinese hasta el final de la temporada.Luego de salvar al equipo del descenso, en junio de 2024, la directiva del club confirmó que su contrato no sería renovado.
El 29 de diciembre de 2024, fue oficializado a cargo del Dinamo Zagreb en reemplazo de Nenad Bjelica. En abril de 2025, fue destituido de su cargo después de una serie de malos resultados.

## Selección nacional

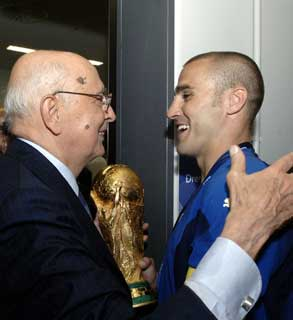
Giorgio Napolitano (izquierda) saludando a Fabio Cannavaro (derecha) tras conquistar la Copa Mundial Alemania 2006.

Fue internacional con la selección de Italia en 135 ocasiones y ha marcado dos goles. Es el futbolista con más presentaciones; debutó con la selección el 22 de enero de 1997, en un encuentro contra la selección de Irlanda del Norte que finalizó con marcador de 2-0 a favor de Italia. En el año 1997 participó en un torneo amistoso organizado por Francia, como preparación para las eliminatorias del Mundial de 1998, donde participaron Francia, Italia, Inglaterra y Brasil. En 1998 fue convocado por el director técnico Cesare Maldini para participar en la Copa Mundial de 1998; fue titular en los cinco encuentros disputados por su selección, siendo eliminados en los cuartos de final por los locales en la tanda de penales.
Durante la Eurocopa 2000, Cannavaro fue titular en los dos primeros encuentros de la primera fase e ingresó como suplente en el tercer encuentro ante la selección de Suecia. Volvió al equipo titular en los cuartos de final para enfrentar a Rumania, luego en las semifinales ante los Países Bajos y en la final ante Francia. En el 2002 integró la plantilla de la Selección Italiana que participó en la Copa Mundial de Corea del Sur y Japón. Fabio Cannavaro nuevamente fue titular en la fase de grupos, pero se perdió el encuentro de octavos de final ante la selección de Corea del Sur por acumulación de tarjetas.
Fue nuevamente convocado para las eliminatorias de la Eurocopa 2004, disputando ocho encuentros. En la Euro, Cannavaro disputó solo dos encuentros, ya que Italia sería eliminada en la primera fase. Fue el capitán de la selección Italiana que conquistó el título mundial de Alemania 2006 tras derrotar a Francia 5-3 en penaltis, además de una de las piezas fundamentales de la defensa italiana por lo que fue reconocido con el Balón de Plata, además de ser incluido en el Equipo de Estrellas del Mundial. Sostuvo el trofeo de la Copa Mundial tras la final celebrada en el Estadio Olímpico de Berlín. En junio de 2009 participó en la Copa FIFA Confederaciones 2009 donde Italia sería eliminada en la primera ronda tras una victoria sobre Estados Unidos por 3-1, y dos derrotas ante Egipto por 1-0 y Brasil por 3-0.

### Participaciones en fases finales
| Mundial                        | Sede                   | Resultado        |
| ------------------------------ | ---------------------- | ---------------- |
| Copa Mundial de 1998           | Francia                | Cuartos de final |
| Copa Mundial de 2002           | Corea y Japón          | Octavos de final |
| Copa Mundial de 2006           | Alemania               | Campeón          |
| Copa Mundial de 2010           | Sudáfrica              | Primera fase     |
| Eurocopa                       | Sede                   | Resultado        |
| Eurocopa 2000                  | Bélgica y Países Bajos | Subcampeón       |
| Eurocopa 2004                  | Portugal               | Primera fase     |
| Confederaciones                | Sede                   | Resultado        |
| Copa FIFA Confederaciones 2009 | Sudáfrica              | Primera fase     |

## Estadísticas

### Clubes
Actualizado a fin de carrera deportiva.
| Napoli · Italia | 1.ª           | 1992-93       | 2   | 0  | 1  | 0 | -   | - | 3   | 0  |
| Napoli · Italia | 1.ª           | 1993-94       | 27  | 0  | 2  | 0 | -   | - | 29  | 0  |
| Napoli · Italia | 1.ª           | 1994-95       | 29  | 1  | 4  | 0 | 3   | 0 | 36  | 1  |
| Napoli · Italia | Total club    | Total club    | 58  | 1  | 7  | 0 | 3   | 0 | 68  | 1  |
| Parma · Italia | 1.ª           | 1995-96       | 29  | 1  | 1  | 0 | 6   | 0 | 36  | 1  |
| Parma · Italia | 1.ª           | 1996-97       | 27  | 0  | 1  | 0 | 2   | 0 | 30  | 0  |
| Parma · Italia | 1.ª           | 1997-98       | 31  | 0  | 6  | 0 | 7   | 0 | 44  | 0  |
| Parma · Italia | 1.ª           | 1998-99       | 30  | 1  | 7  | 0 | 8   | 0 | 45  | 1  |
| Parma · Italia | 1.ª           | 1999-00       | 31  | 2  | 4  | 0 | 9   | 1 | 44  | 3  |
| Parma · Italia | 1.ª           | 2000-01       | 33  | 0  | 7  | 0 | 6   | 0 | 46  | 0  |
| Parma · Italia | 1.ª           | 2001-02       | 31  | 0  | 5  | 0 | 9   | 0 | 45  | 0  |
| Parma · Italia | Total club    | Total club    | 212 | 4  | 31 | 0 | 47  | 1 | 290 | 5  |
| Inter de Milán · Italia | 1.ª           | 2002-03       | 28  | 0  | -  | - | 12  | 0 | 40  | 0  |
| Inter de Milán · Italia | 1.ª           | 2003-04       | 22  | 2  | 3  | 0 | 9   | 0 | 34  | 2  |
| Inter de Milán · Italia | Total club    | Total club    | 50  | 2  | 3  | 0 | 21  | 0 | 74  | 2  |
| Juventus · Italia | 1.ª           | 2004-05       | 38  | 2  | -  | - | 9   | 1 | 47  | 3  |
| Juventus · Italia | 1.ª           | 2005-06       | 36  | 4  | 3  | 0 | 9   | 0 | 48  | 4  |
| Juventus · Italia | 1.ª           | 2009-10       | 27  | 0  | 1  | 0 | 5   | 0 | 33  | 0  |
| Juventus · Italia | Total club    | Total club    | 101 | 6  | 4  | 0 | 23  | 1 | 128 | 7  |
| Real Madrid · España | 1.ª           | 2006-07       | 32  | 0  | 1  | 0 | 6   | 0 | 39  | 0  |
| Real Madrid · España | 1.ª           | 2007-08       | 33  | 0  | 3  | 1 | 6   | 0 | 42  | 1  |
| Real Madrid · España | 1.ª           | 2008-09       | 29  | 0  | 1  | 0 | 7   | 0 | 37  | 0  |
| Real Madrid · España | Total club    | Total club    | 94  | 0  | 5  | 1 | 19  | 0 | 118 | 1  |
| Al-Ahli · Emiratos Árabes Unidos | 1.ª           | 2010-11       | 16  | 0  | -  | - | -   | - | 16  | 0  |
| Total carrera | Total carrera | Total carrera | 531 | 13 | 50 | 1 | 113 | 2 | 694 | 16 |
| (1) Incluye datos de la Coppa Italia, Supercoppa (1992-06, 2009-10); Copa del Rey, y Supercopa (2006-09). (2) Incluye datos de la Copa UEFA (1994-10); Recopa (1995-96);Copa de Europa (1997-09). (3) No incluye goles en partidos amistosos. |               |               |     |    |    |   |     |   |     |    |

### Como entrenador
| Club                 | País           | Año       | PD  | PG  | PE | PP | Efectividad |
| -------------------- | -------------- | --------- | --- | --- | -- | -- | ----------- |
| Guangzhou Evergrande | China          | 2014-2015 | 22  | 11  | 6  | 5  | 59.09%      |
| Al-Nassr             | Arabia Saudita | 2015-2016 | 16  | 6   | 7  | 3  | 52.08%      |
| Tianjin Quanjian     | China          | 2016-2017 | 55  | 33  | 10 | 12 | 66.06%      |
| Guangzhou Evergrande | China          | 2017-2021 | 132 | 79  | 23 | 30 | 65.66%      |
| Selección de China   | China          | 2019      | 2   | 0   | 0  | 2  | 0%          |
| Benevento Calcio     | Italia         | 2022-2023 | 17  | 3   | 7  | 7  | 31.38%      |
| Udinese              | Italia         | 2024      | 6   | 2   | 3  | 1  | 50%         |
| Dinamo Zagreb        | Croacia        | 2024-2025 | 14  | 7   | 2  | 5  | 54.76%      |
| Total                | Total          | Total     | 264 | 141 | 58 | 65 | 60.73%      |

## Palmarés

### Como jugador

#### Títulos nacionales
| Título              | Club           | País   | Año     |
| ------------------- | -------------- | ------ | ------- |
| Copa Italia         | Parma FC       | Italia | 1998-99 |
| Copa Italia         | Parma FC       | Italia | 2001-02 |
| Supercopa de Italia | Parma FC       | Italia | 1999    |
| Primera División    | Real Madrid FC | España | 2006-07 |
| Primera División    | Real Madrid FC | España | 2007-08 |
| Supercopa de España | Real Madrid FC | España | 2008    |

#### Títulos internacionales
| Título                 | Equipo (*)          | Sede     | Año     |
| ---------------------- | ------------------- | -------- | ------- |
| Europeo Sub-21         | Selección de Italia | Francia  | 1994    |
| Europeo Sub-21         | Selección de Italia | España   | 1996    |
| Copa de la UEFA        | Parma FC            | Moscú    | 1998-99 |
| Copa Mundial de Fútbol | Selección de Italia | Alemania | 2006    |

(*) Incluyendo la selección.

#### Distinciones individuales
| Distinción                                | Año  |
| ----------------------------------------- | ---- |
| Equipo de Estrellas de la Eurocopa        | 2000 |
| Defensa del Año en la Serie A             | 2005 |
| Futbolista Italiano del Año en la Serie A | 2006 |
| Futbolista del Año en la Serie A          | 2006 |
| Defensa del Año en la Serie A             | 2006 |
| Balón de Plata de la Copa Mundial         | 2006 |
| Equipo de Estrellas de la Copa Mundial    | 2006 |
| Jugador Mundial de la FIFA                | 2006 |
| Balón de Oro                              | 2006 |
| Premio FIFPro                             | 2006 |
| UEFA Team of the Year                     | 2006 |
| Premio FIFPro                             | 2007 |

### Como entrenador

#### Títulos nacionales
| Título             | Club                 | País  | Año  |
| ------------------ | -------------------- | ----- | ---- |
| Primera Liga China | Tianjin Quanjian     | China | 2016 |
| Superliga de China | Guangzhou Evergrande | China | 2019 |
| Supercopa de China | Guangzhou Evergrande | China | 2018 |

#### Distinciones individuales
| Distinción                                           | Año  |
| ---------------------------------------------------- | ---- |
| Entrenador del año por la Asociación China de Fútbol | 2017 |

### Condecoraciones
| Condecoración                                                      | Año  |
| ------------------------------------------------------------------ | ---- |
| Nombrado Caballero con la Orden al Mérito de la República Italiana | 2000 |
| Nombrado Oficial con la Orden al Mérito de la República Italiana   | 2006 |

## Vida privada
Fabio Cannavaro nació en Nápoles, el 13 de septiembre de 1973. Hijo de Pasquale, un banquero, y Gelsomina, una ama de llaves. Es el segundo de tres hermanos: Paolo, el menor, también es futbolista profesional y durante dos años los dos hermanos coincidieron en el mismo equipo, el Parma FC; mientras que Renata, la mayor, es farmacéutica. Estuvo casado con Daniella Arenoso, con quien contrajo matrimonio el 17 de julio de 1996 y con quién se divorció en abril de 2010 tras varios años de juicio legal. Tiene 3 hijos con Daniella  (Christian, Andrea y Martina) y un hijo con la actriz Beatriz Shantal de nombre Luis Cannavaro , cabe recordar que Fabio estuvo comprometido con Mónica Bellucci considerada la actriz más bella de Italia. En el año 2005, junto con el exfutbolista Ciro Ferrara, creó la Fundación Cannavaro-Ferrara, una institución encargada de ayudar a niños de escasos recursos de la ciudad de Nápoles.
| Predecesor: Ronaldinho        | Balón de Oro 2006                | Sucesor: Kaká            |
| Predecesor: Alberto Gilardino | Futbolista Italiano del Año 2006 | Sucesor: Francesco Totti |